# Erdmunda Tereza z Ditrichštejna
Erdmunda Tereza Marie Žofie hraběnka z Ditrichštejna a Mikulova, také z Dietrichsteinu (někdy uváděná také německy jako Edmunda nebo Erdmuth Maria Theresia von Dietrichstein-Nikolsburg; 17. dubna 1662 Vídeň[zdroj?] – 15. března 1737 Vídeň) byla příslušnicí mikulovské větve moravského šlechtického rodu Ditrichštejnů a dvorní dáma císařovny, provdaná kněžna z Lichtenštejna.

## Život

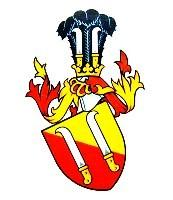
Erb rodu moravských Ditrichštejnů

Narodila se jako nejstarší dcera Ferdinanda Josefa z Ditrichštejna (1636–1698) a jeho manželky Marie Alžběty z Eggenbergu (1640–1715).
Asi v roce 1676, kdy jí bylo čtrnáct let, byla přijata jako dvorní dáma nové císařovny Eleonory Magdaleny Falcko-Neuburské (1655–1720), třetí manželky Leopolda I. Byla dekorována zlatým klíčem, což znamená, že se stala komornicí (Kammerfräulein), a tak měla na rozdíl od jiných dvorních dam volný přístup až do ložnice císařovny. Její společenské postavení podtrhuje fakt, že dokonce po svatbě měla privilegium navštěvovat císařský dvůr bez předchozího ohlášení.
Po svém sňatku s lichtenštejnským knížetem Janem Adamem se pohybovala především na jižní Moravě v oblasti mezi Brnem, Vranovem u Brna, Lednicí, Valticemi a Vídní.
Jako padesátiletá ovdověla a poté se táhly nepříjemnosti s dědickým řízením, které vyústily v soudní spor.
Zemřela ve Vídni 15. března 1737 a byla pohřbena v Lichtenštejnské hrobce ve Vranově u Brna.

## Majetek
Podle svatební smlouvy měla být v případě smrti manžela zaopatřena panstvím Plumlov, jednorázově by dostala 25 tisíc zlatých a směla by obývat vyhrazené místnosti v Lichtenštejnském paláci ve Vídni. Jako vdova trávila hodně času ve Vídni a vedle toho také v Judenau (zde založila špitál), Dietersdorfu, Kirchbergu a Weißenburgu (zde zaopatřila připravovanou fundaci chudobince), které jí odkázal manžel. Jako vdova zakoupila statky Mainburg a Tragidist. V Puchenstubenu nechala postavit kostel svaté Anny (1727–1728). Na konci života pro ni pracovalo 62 úředníků a sloužících.

### Manželství a potomstvo
Osmnáctiletá Erdmunda Tereza se 16. února 1681 ve Vídni provdala za svého bratrance Jana Adama I. z Lichtenštejna (30. listopadu 1657 nebo 16. srpna 1662 Brno – 16. června 1712 Vídeň) z karolinské pošlosti, pozdějšího třetího lichtenštejnského knížete, syna Karla Eusebia z Lichtenštejna (1611–1684) a jeho manželky Johany Beatrix z Ditrichštejna (1625–1676). Kvůli blízkému příbuzenství s Janem Adamem pár musel zažádat o papežský dispens a jako dvorní dáma musela získat svolení ke sňatku také od císařovny a císaře.
Porodila třináctkrát, ale jen sedm dětí (vyznačeny v textu tučně) se dožilo vyššího věku. V níže uvedeném seznamu chybí dvě děti.
- 1. syn (* a † 14. 1. 1682)
- 2. Marie Alžběta (3. 5. 1683 – 8. 5. 1744)[9]
  - 1. ∞ (21. 4. 1703) Maxmilián II. Jakub Mořic, kníže z Lichtenštejna (1641–1709) z gundakerovské linie rodu
  - 2. ∞ (28. 2. 1713) Leopold, vévoda šlesvicko-holštýnsko-sonderbursko-wiesenburský (1674–1744)
- 3. Karel Josef Václav (15. 10. 1684 – 16. 2. 1704)[9]
- 4. Marie Antonie Apolonie Rosina (13. 3. 1687 – 9. 10. 1750)[9]
  - 1. ∞ (24. 1. 1704) Marek Adam Czobor de Czoborszentmihály († 1728)
  - 2. ∞ (29. 4. 1731) Karel Hrzán z Harrasova
- 5. Marie Anna (8. 5. 1688 – zemřela mláda)
- 6. František Dominik Jiljí Florián (1. 9. 1689 – 9. 3. 1711)[9]
- 7. Marie Gabriela Anna Alexie (12. 7. 1692 – 7. 11. 1713)[9]
  - ∞ (1. 12. 1712) Josef Jan Adam, kníže z Lichtenštejna (1690–1732) z gundakerovské linie
- 8. Marie Tereza Anna Felicitas (11. 5. 1694 – 20. 2. 1772)[9]
  - ∞ (24. 10. 1713) Emanuel Tomáš, vévoda savojsko-carignanský, hrabě ze Soissons (1687–1713), synovec prince Evžena
- 9. Marie Markéta Anna (19. 8. 1697 – 9. 1. 1702)
- 10. Marie Dominika Magdalena (5. 8. 1698 – 3. 6. 1724)[9]
  - ∞ (21. 5. 1719) Jindřich Josef z Auerspergu (1697–1783), vévoda na slezském Minsterberku
- 11. Jan Křtitel (26. 8. 1700 – 27. 8. 1700)